# Néo-noir
Le néo-noir est un genre cinématographique postmoderne apparaissant dans les années 1970 reprenant les codes des films noirs, très populaires jusqu'aux années 1960.

## Liste de films
- 1973 : Le Privé de Robert Altman
- 1974 : Chinatown de Roman Polanski
- 1975 : Adieu ma jolie de Dick Richards
- 1976 : Taxi Driver de Martin Scorsese
- 1978 : Le Grand Sommeil de Michael Winner (remake)
- 1981 : La Fièvre au corps (Body Heat) de Lawrence Kasdan
- 1982 : Blade Runner de Ridley Scott
- 1984 : Sang pour sang (Blood Simple) de Joel Coen
- 1985 : L'Année du dragon de Michael Cimino
- 1986 : Blue Velvet de David Lynch
- 1987 : Angel Heart d'Alan Parker
- 1990 : Miller's Crossing de Joel et Ethan Coen
- 1990 : Les Arnaqueurs (The Grifters) de Stephen Frears
- 1991 : Dead Again de Kenneth Branagh
- 1995 : Seven de David Fincher
- 1995 : Heat de Michael Mann
- 1996 : Bound des Wachowski
- 1997 : L.A. Confidential de Curtis Hanson
- 1997 : Lost Highway de David Lynch
- 1997 : U-Turn d'Oliver Stone
- 1997 : Bienvenue à Gattaca d'Andrew Niccol
- 1997 : The Game de David Fincher
- 1998 : Snake Eyes de Brian De Palma
- 1998 : Un plan simple de Sam Raimi
- 1999 : 8 Millimètres de Joel Schumacher
- 1999 : Payback de Brian Helgeland
- 2000 : Memento de Christopher Nolan
- 2001 : The Barber de Joel Coen
- 2001 : Mulholland Drive de David Lynch
- 2001 : From Hell de Albert et Allen Hughes
- 2003 : Memories of Murder de Bong Joon-ho
- 2004 : Collatéral de Michael Mann
- 2005 : Brick de Rian Johnson
- 2005 : Sin City de Robert Rodriguez
- 2005 : A History of Violence de David Cronenberg
- 2006 : Le Dahlia noir de Brian De Palma
- 2006 : The Good German de Steven Soderbergh
- 2008 : The Dark Knight : Le Chevalier noir (The Dark Knight) de Christopher Nolan
- 2009 : Fais-leur vivre l'enfer, Malone ! de Russell Mulcahy
- 2010 : Carancho de Pablo Trapero
- 2010 : Shanghai de Mikael Håfström
- 2010 : Shutter Island de Martin Scorsese
- 2011 : Drive de Nicolas Winding Refn
- 2013 : The Place Beyond the Pines de Derek Cianfrance
- 2014 : Night Call de Dan Gilroy
- 2015 : Inherent Vice de Paul Thomas Anderson
- 2017 : Blade Runner 2049 de Denis Villeneuve
- 2018 : Under the Silver Lake de David Robert Mitchell
- 2019 :  Polar de Jonas Åkerlund
- 2019 : Brooklyn Affairs d'Edward Norton
- 2019 : Le Lac aux oies sauvages (Nán Fāng Chē Zhàn De Jù Huì) de Diao Yi'nan
- 2021 : Nightmare Alley de Guillermo del Toro
- 2022 : The Batman de Matt Reeves
- 2023 : The Killer de David Fincher